# Aston Martin V8 Zagato
La Aston Martin V8 Zagato è una autovettura gran turismo prodotta dalla Aston Martin dal 1986 al 1990 in 89 esemplari, di cui 52 coupé e 37 cabriolet. Era un'evoluzione della Aston Martin V8.

## Contesto
Il disegno della versione coupé fu mostrato al pubblico per la prima volta al salone dell'automobile di Ginevra del 1986. Nell'occasione, nonostante ci fosse solamente il disegno, la Aston Martin iniziò a ricevere gli ordini d'acquisto. La successiva decisione di costruire anche delle versioni cabriolet fu controversa.
Tutte le 52 coupé vennero acquistate come investimento a carattere speculativo in un periodo in cui si verificò un picco di tale fenomeno per le vetture ad alte prestazioni.

## Caratteristiche
La V8 Zagato, come il nome suggerisce, era basata sulla Aston Martin V8, ma possedeva la carrozzeria che era opera di Zagato. Il design era piuttosto squadrato e rappresentava una moderna interpretazione della Aston Martin DB4 GT Zagato degli anni sessanta. Anche la calandra era squadrata, e ciò portò la sua linea ad essere in particolar modo controversa.

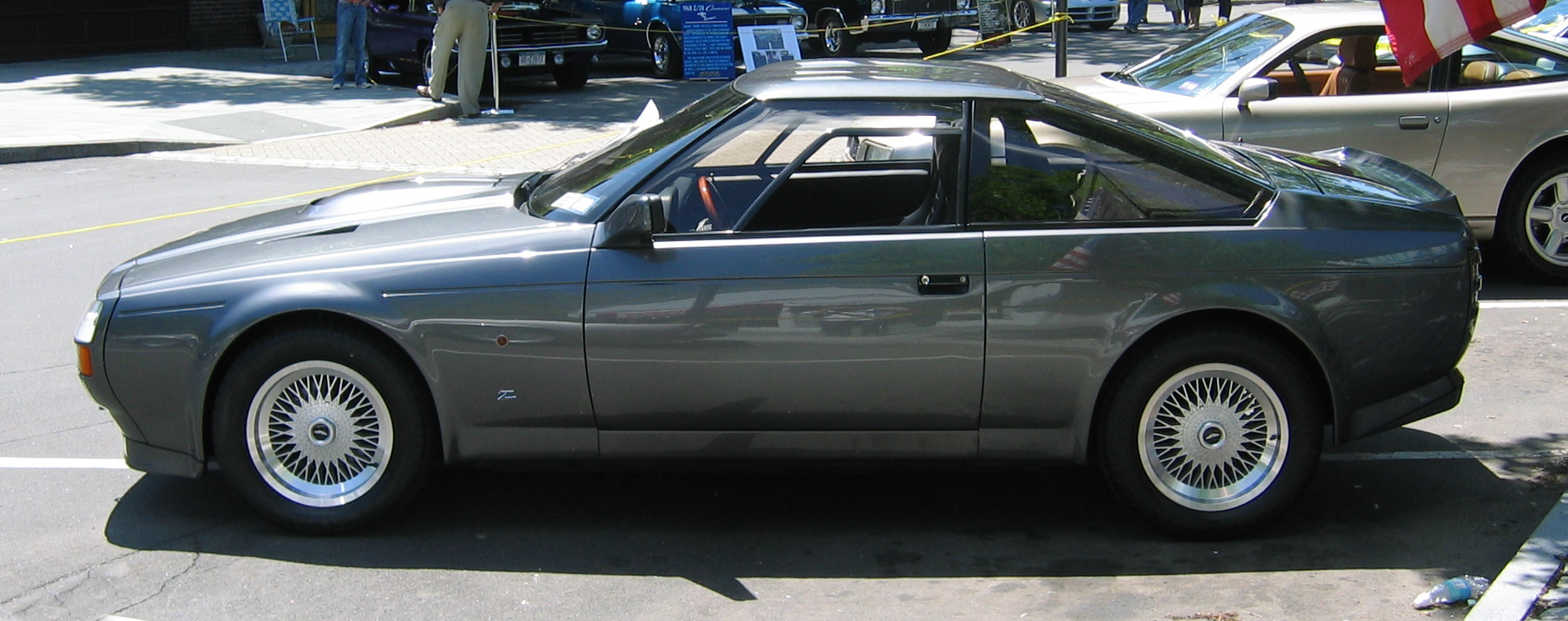
Vista laterale di una Vantage Zagato

La V8 Zagato era mossa da un motore V8 da 5.341 cm³ di cilindrata che possedeva 4 carburatori doppio corpo di marca Weber. Il propulsore era anteriore, mentre la trazione era posteriore. Costruita interamente in lega, la vettura poteva raggiungere la velocità di 300 km/h. Era un'auto lussuosa il cui prezzo di listino era di 156.000 $. Però grazie alla sua rarità e all'innalzamento vertiginoso delle quotazioni delle automobili ad alte prestazioni di seconda mano che occorse tra il 1987 al 1990 alla fine del decennio il suo prezzo raggiunse i 450.000 $. La successiva versione cabriolet invece era in vendita a 171.000 $.
Nel 1998 l'attore e comico britannico Rowan Atkinson acquistò il primo esemplare costruito con guida a destra, avente numero di telaio 20013, e lo convertì in base alle specifiche da gara di serie C2 dettate dall'Aston Martin Owners Club. La conversione fu eseguita dall'Aston Martin Works Service e costò 220.000 sterline. Il motore V8 da 5,3 L di cilindrata progettato da Tadek Marek fu oggetto di un'evoluzione che portò la potenza a 482 CV. La sigla identificativa associata a questo propulsore era 580XR.
L'esemplare fu ritirato dalle competizioni nel 2007 e venne venduto da Atkinson il 17 maggio 2008 all'asta Bonhams di Newport Pagnell per vetture della casa.